# Adelobasileus cromptoni
L'adelobasileo (Adelobasileus cromptoni) è un mammaliaforme primitivo, vissuto agli inizi del Triassico superiore (circa 225 milioni di anni fa). I suoi resti sono stati ritrovati in Texas (USA).

## Piccolo e agile
Conosciuto solo per un cranio parziale proveniente dalla formazione Tecovas, l'adelobasileo è considerato un animale molto vicino all'origine dei veri mammiferi. L'aspetto di questo animale doveva essere simile a quello della maggior parte dei mammiferi mesozoici: piccolo e agile, probabilmente si cibava di insetti e aveva abitudini notturne.

## L'antenato dei mammiferi?
Questo animale è antecedente di almeno 10 milioni di anni rispetto ai cinodonti più evoluti (tritilodontidi e triteledontidi) e agli altri mammaliaformi. Alcune caratteristiche del cranio (in particolare della coclea) fanno supporre che l'adelobasileo fosse una forma di transizione tra i cinodonti e i mammiferi veri e propri, apparsi nel Triassico superiore. Per questa ragione, si pensa che l'adelobasileo sia molto vicino all'antenato comune di tutti i mammiferi.